# Rue Granoux
La rue Granoux est une voie marseillaise.

## Situation et accès
Cette rue située dans le 4e arrondissement de Marseille, débute place Sébastopol et se termine boulevard Sakakini.

## Origine du nom
La rue doit son nom à la famille Granoux, originaire des Hautes-Alpes, qui s'est installée à Marseille et qui y a construit une bastide. Le courtier de commerce Pierre Granoux est un ancien propriétaire du lieu.

## Historique
Jusque dans les années 2000, la rue fut desservie par la ligne de trolleybus puis d’autobus  en direction de la gare de Marseille-Blancarde. Cette même ligne empruntait la rue des Orgues, parallèle à la rue Granoux, dans le sens inverse en direction de l’église d’Endoume. Depuis, elle n’est desservie qu’en soirée par la ligne  en direction des Caillols.